# مجیدآباد (پارس‌آباد)
مجیدآباد روستایی است که در استان اردبیل، شهرستان پارس‌آباد، بخش مرکزی، دهستان ساوالان قرار دارد.مردم این روستا از سه طایفه گیگلو، قره داغلو و سرابلو تشکیل شده و شغل اکثر مردم روستا کشاورزی می باشد. مرغوبترین خاک کشاورزی شهرستان پارس آباد در این روستا قرار دارد

## جمعیت
بر اساس سرشماری سال ۱۳۸۵ جمعیت این روستا ۶۳۱ نفر با ۱۴۰ خانوار بوده‌است.